# Малакор 5
Малакор 5 (енгл. Malachor V) је измишљена планета у универзуму Звезданих ратова. Приказана је у игри  (Звездани ратови: Витезови Старе Републике II: Господари Сита). Код ове планете се одиграла последња и одлучујућа битка Мандалоријанских ратова. У току битке, површина планете је заувек промењена, разорена ласерима и падовима многих мандалоријанских и републичких бродова. Гравитационо поље планете је заробило онеспособљене и уништене бродове из те битке који лагано круже око ње, чинећи неку врсту заштитног појаса.